# Аполлос (Алексеевский)
Архимандрит Аполлос (в миру Алексей Максимович Алексеевский; 1778, село Заборье, Суражский уезд, Черниговская губерния — 1859, Ярославль) — архимандрит Русской православной церкви, настоятель Новоспасского монастыря, благочинный московских монастырей и ректор московских училищ.

## Биография
Родился в селе Заборье Суражского уезда Черниговской губернии в семье священника. Образование получил в Новгород-Северской, Черниговской и Александро-Невской семинариях. 21 марта 1803 года принял монашеский постриг с именем Аполлос. В Тихвинском духовном училище был инспектором и преподавателем ряда предметов.
6 апреля 1803 года рукоположен во иеродиакона, 13 января 1804 года — в иеромонаха.
17 мая 1805 года назначен настоятелем Пекинского Сретенского монастыря с возведением в сан архимандрита и направлен в Пекинскую духовную миссию. До Пекина не доехал, остался в Иркутске.
С 1807 года — учитель богословия в Иркутской семинарии. В 1808 году стал настоятелем Иркутского Вознесенского монастыря. С 11 августа 1811 года — ректор Иркутской семинарии.
Архимандрит Аполосс много сделал для благоустройства Вознесенского монастыря, был замечен церковным начальством и 29 сентября 1813 года был перемещён на служение в Ярославский Толгский монастырь и назначен ректором ярославских училищ, цензором проповедей и присутствующим в консистории.
18 декабря 1816 года архимандрит Аполлос был назначен настоятелем Московского Знаменского монастыря и ректором Заиконоспасского духовного училища.
С 20 декабря 1817 года настоятель Богоявленского монастыря, с 9 февраля 1821 года — Воскресенского Новоиерусалимского монастыря, а с 19 февраля 1837 года — Новоспасского монастыря. В этот период архимандрит Аполлос присутствовал в духовной консистории, был благочинным московских монастырей и ректором московских училищ.
В марте 1851 года по старости был уволен на покой в Ростовский Спасо-Яковлевский монастырь, где скончался в 1859 году. Спасо-Яковлевскому монастырю им были пожертвованы книги и картины.

## Награды
- Орден Святого Владимира 3-й степени (29.04.1840);
- Орден Святой Анны 2-й степени (04.09.1826, императорская корона к ордену пожалована 22.05.1837);
- Наперсный крест «В память войны 1812 года».

## Сочинения
- «Краткое начертание жизни и деяний Никона, патриарха Московского и всея России, с портретом» М., 1836
- «Начертание жития и деяний патриарха Никона» М., 1845 г. 1852 г.;
- «Описание Новгородского Софийского собора : С 1-го изд., напеч. в „Москвитянине“ 1846 г. № 11 и 12, с доп.», М., 1847 г.;
- «Всероссийские патриархи», M., 1848 г.;
- «Собрание поучительных слов», М., 1850 г.